# Neurospora discreta
Neurospora discreta är en svampart som beskrevs av D.D. Perkins & N.B. Raju 1986. Neurospora discreta ingår i släktet Neurospora och familjen Sordariaceae.   Inga underarter finns listade i Catalogue of Life.